# Paul Coutts
Paul Alexander Coutts est un footballeur écossais, né le 22 juillet 1988 à Aberdeen en Écosse. Il joue comme milieu de terrain.

## Biographie

### Au club
Paul Coutts est formé dans le club écossais d'Aberdeen. Il commence sa carrière dans le club amateur de Cove Rangers, où il joue de 2010 à 2012.
En 2008, il passe professionnel en signant à Peterborough, équipe de troisième division anglaise. Le club obtient la montée en deuxième division à l'issue de la saison.
Il rejoint en janvier 2010 le club de Preston North End, club de deuxième division anglaise. Puis, en 2012, il est transféré à Derby County, toujours en deuxième division. Le club est relégué en troisième division en 2011. En 2012, il rejoint alors l'équipe de Derby County, qui évolue en deuxième division.
Le 23 janvier 2015 il rejoint Sheffield United.
A l'issue de la saison 2018-2019, il est libéré par Sheffield United.
Le 3 juillet 2019, il rejoint Fleetwood Town.
Le 21 janvier 2021, il est prêté à Salford City.

### En sélection
Paul Coutts  participe avec l'équipe d'Écosse des moins de 21 ans aux éliminatoires de l'Euro espoirs 2011.

## Palmarès

### En club
- Sheffield United
  - Champion d'Angleterre de D3 en 2017
  - Vice-champion d'Angleterre de Champion d'Angleterre de D2 en 2019.